# Beulah Annan
Beulah May Annan (de soltera Sheriff; 18 de noviembre de 1899 – 10 de marzo de 1928) fue una mujer estadounidense acusada de asesinato. Su historia fue la inspiración para la obra teatral de Maurine Dallas Watkins Chicago en 1926. La obra fue adaptada a una película muda en 1927, un musical en 1975, y una película musical en 2002 (la cual ganó el Premio Óscar a la Mejor Película), todas con el mismo título, y una comedia romántica de 1942, Roxie Hart, nombre del personaje que Annan inspiró.

## Primeros años
Annan nació como Beulah May Sheriff en Owensboro, Kentucky, de Mary (de soltera, Neel) y John R. Sheriff. Mientras vivía en Kentucky, se casó a los quince años con su primer marido, Perry Stephens, linotipista en un periódico local, con quien tuvo un hijo, Perry Jr. (1916-1999). Se divorciaron, y Beulah entonces conoció a un mecánico de automóviles llamado Albert "Al" Annan. Se fueron juntos a Chicago, donde se casaron el 29 de marzo de 1920.
En Chicago, Albert encontró trabajo como mecánico en un garaje y Beulah eventualmente se convirtió en contable en Tennant's Model Laundry. En la lavandería, conoció a Harry Kalstedt y empezó una aventura adúltera con él.

## Asesinato
El 3 de abril de 1924, en el dormitorio del matrimonio, Annan disparó a Kalstedt en la espalda. Según su historia inicial, había estado bebiendo vino que él había traído, y empezaron una discusión. Había una pistola en la cama y ambos la cogieron, pero Beulah la agarró primero y disparó a Kalstedt mientras éste se ponía su abrigo y sombrero. Ella puso un disco con un popular foxtrot, "Hula Lou", una y otra vez en el gramófono durante aproximadamente cuatro horas mientras se sentaba a beber cócteles y mirar como Kalstedt se desangraba. Luego telefoneó a su marido para decirle que había matado a un hombre que había "intentado hacer el amor" con ella.

## El juicio
Annan cambió la historia con el tiempo: primero, confesó el asesinato; más tarde, reclamó haber disparado a Kalstedt en defensa propia, temiendo una violación. Según una de sus versiones posteriores, él le dijo que iba a dejarla, y ella reaccionó enojada y le disparó. Los fiscales suponían, en efecto, que Kalstedt había amenazado con dejar a Annan y que ella le disparó en una rabia celosa. Su historia final en el juicio fue que había dicho a Kalstedt que estaba embarazada, lucharon, y ambos cogieron la pistola.
Albert Annan la apoyó, sacó todos sus ahorros del banco para conseguirle los mejores abogados y la acompañó durante todo el juicio. El día después de que el sensacionalista juicio terminara en absolución, el 25 de mayo de 1924, Beulah Annan anunció, "he dejado a mi marido. Es demasiado lento." Se divorció de él en 1926 alegando que la había abandonado.

## Vida posterior
En 1927, una vez finalizado su divorcio de Annan, se casó con Edward Harlib, un boxeador. Ella solicitó el divorcio después de solo tres meses alegando crueldad. En el acuerdo de divorcio, Harlib le pagó $5.000 (equivalente a $72.000 en dólares actuales). Después Annan inició una relación con un cuarto hombre, Able Marcus.

## Muerte
Annan murió de tuberculosis, a los 28 años, en el Chicago Fresh Air Sanatorium, donde se encontraba bajo el nombre de Beulah Stephens, en 1928, cuatro años después de su absolución por el cargo de asesinato.
Fue devuelta a su estado natal para el entierro en Mount Pleasant Cumberland Presbyterian Church Cemetery, en el condado de Daviess, Kentucky. Su lápida anota incorrectamente su muerte un año antes, mostrando el 10 de marzo de 1927.